# کامپانل

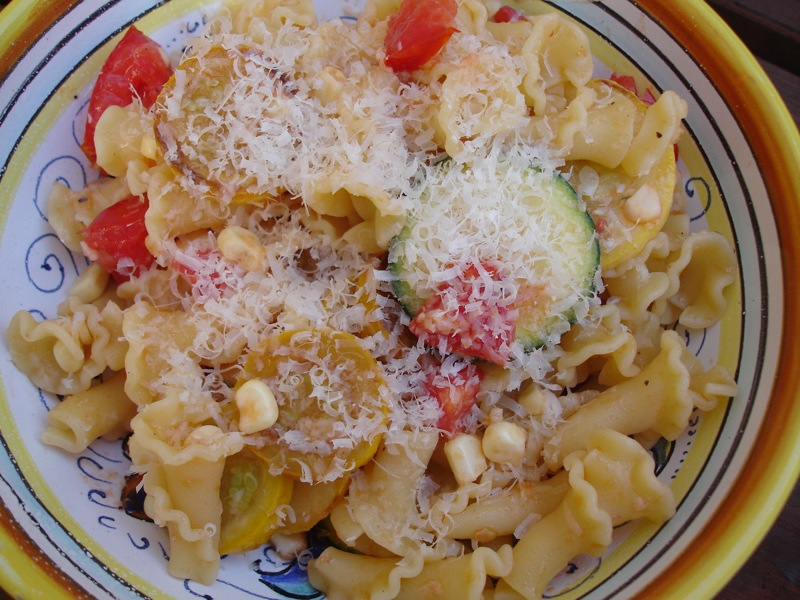
کامپانل با سبزیجات تابستانی

کامپانل «campanelle» نوعی از پاستا است که شبیه زنگوله ویا گل درست می شود(کامپانل در ایتالیایی به معنی زنگ کوچک است) .
این پاستا با سس غلیظ سرو می‌شود یا برای درست کردن کاسرول از آن استفاده می شود.